# Onomasticon
Onomasticon est un mot tiré du grec désignant un recueil de noms communs, de mots ou de noms propres.
Il peut désigner plus spécifiquement les recueils d'étude de l’étymologie des noms propres et des noms de lieu, qui est l'objet de l'onomastique.
Il y a eu un très grand nombre d’Onomasticon depuis l’Antiquité. La liste suivante est non exhaustive :
- Julius Pollux, Onomasticon
- Philon d'Alexandrie : Onosmasticon des lieux et noms hébreux de la Bible
- Amenemopet : Onomasticon d'Aménémopé, XXe dynastie égyptienne.
- Walter Charleton : Onomasticon Zoicon, plerorumque Animalium Differentias et Nomina Propria pluribus Linguis exponens. Cui accedunt Mantissa Anatomica et quaedam de Variis Fossilium Generibus (1668).
- Joan Coromines : Onomasticon Cataloniae, 1989-1994.
- Eusèbe de Césarée : Onomasticon, vers 331: sur les noms et lieux hébreux.
- Jérôme de Stridon : sur les lieux et noms hébreux vers 390
- Jacopo Sadoleto : Onomasticon litterar. de Sax.
- Johann Fischer von Waldheim : Onomasticon du Système d'Oryctognoise, 1811.
- Julius Pollux : Onomasticon, le plus célèbre, et le plus cité.
- Ramesseum onomasticon : papyrus tirant son nom du lieu de sa découverte, (le Ramesséum, temple funéraire de Ramsès II) et découvert par l'égyptologue Quibell.
- Rosweyd : Onomasticon.
- Christophe de Savigny, vers 1580, Onomasticon des mots et dictions de chacune chose mis par lieux communs, qui n’a pas été publié et a été perdu.
- Christoph Saxe : Onomasticon litterarium (1759)
- Francesco Antonio Zaccaria, Onomasticon rituale selectum (Fäenza : 1787).